# Santa Rosa (Uruguay)
Santa Rosa es una ciudad del departamento de Canelones, en Uruguay. Es además sede del municipio homónimo de ese departamento.

## Geografía
La localidad se ubica en el área central del departamento de Canelones, al sur del arroyo Canelón Grande y sobre la ruta 6 a la altura de su km 51 próximo a su empalme con la ruta 11.
La ciudad de Santa Rosa integra el grupo de las 5 ciudades denominado "Santoral" (junto con San Bautista,  San Antonio,  San Jacinto y  San Ramón). Santa Rosa está ubicada en la 13° Sección Judicial del Departamento, a 53 km de Montevideo, siendo cruzada por la ruta 6 y a 800 m de la ruta 11, a 16 cuadras se encuentra el cruce de Canelón Grande.

## Historia
La localidad fue declarada pueblo el 19 de agosto de 1879, elevada a la categoría de villa por Ley 7.837 del 15 de mayo de 1925 y a la de ciudad por Ley 14.081 del 29 de agosto de 1972.
Actualmente es una de las principales sedes de la producción vitivinícola.
Santa Rosa ha crecido mucho con la construcción de tres barrios de viviendas sociales de MEVIR. Desde sus inicios, las industrias más importantes son molinos, ladrilleras, fábricas de dulces y conservas; mientras que la población rural se dedica a la agricultura (granjeros, chacreros, vitivinicultores, quinteros, tamberos etc.). Parte de su población trabaja en Montevideo y Canelones viajando diariamente.

Sus inicios se remontan a principios del sigo XIX, cuando los ingleses comenzaron la construcción de vías férreas Ferrocarril Central del Uruguay y Central Uruguay Railway Company.

Siendo los fundadores del Club Atlético Ideal que hoy en día se conoce como el decano de  OFI .[cita requerida]

## Población
Según el censo de 2023 la ciudad contaba con una población de 4 242 habitantes.
| 4 881         | 2 440 | 2 726 | 2 808 | 3 263 | 3 660 | 3 727 | 4 242 |
| (Fuente: INE) |       |       |       |       |       |       |       |

## Sitios de interés

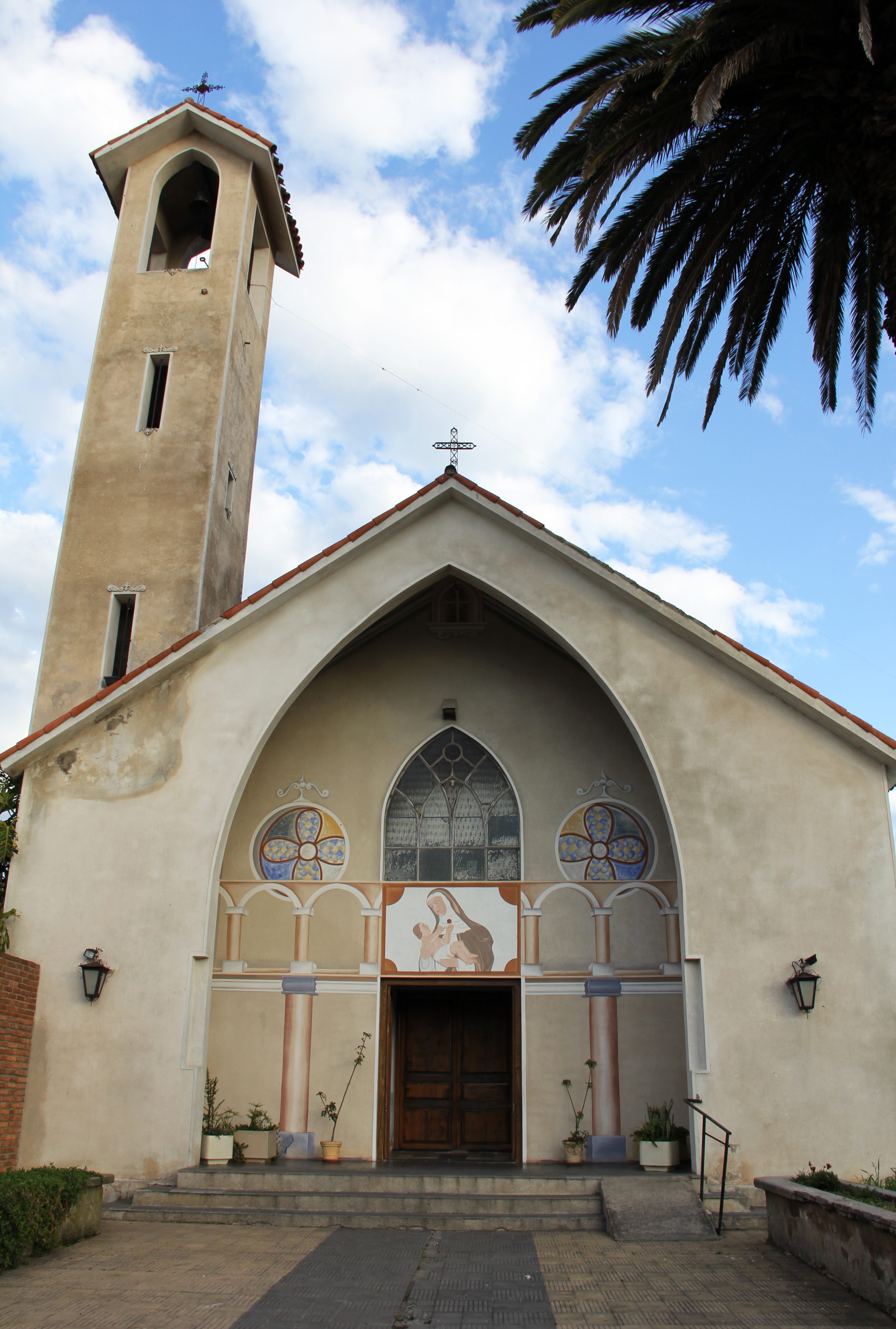
Parroquia Santa Rosa de Lima

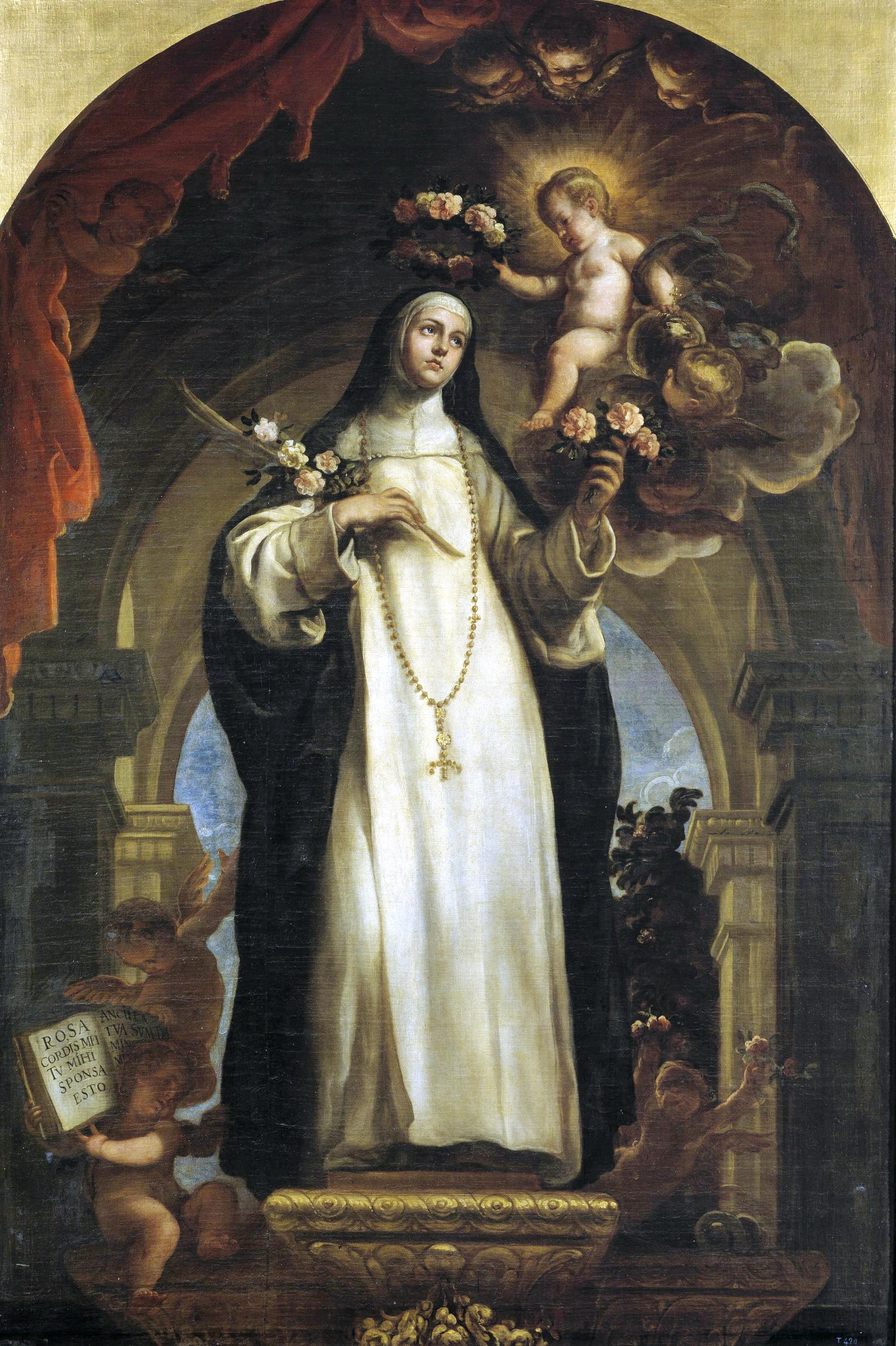
Santa Rosa de Lima, de quien toma su nombre esta localidad.

Merece visitarse la Iglesia de Santa Rosa de Lima. Su construcción fue iniciada en agosto de 1850 por parte del maestro albañil Ignacio Sarobe, en terrenos donados por el comandante general Juan Ángel Golfarini, y con fondos provenientes tanto del entonces gobierno del Cerrito como del propio comandante Golfarini. La viceparroquia quedó inaugurada el 12 de diciembre de 1850 bajo el curato de Canelones. El 12 de marzo de 1892 la viceparroquia fue elevada a la categoría de parroquia, siendo su primer párroco Cayetano Santa Lucía Albini. Por las malas condiciones edilicias del templo, el párroco ordenó su demolición y la construcción de un nuevo edificio. La piedra fundamental del nuevo templo fue colocada en octubre de 1892 y el templo quedó inaugurado en 1910. En su interior se destaca una secuencia de coloridas imágenes que recrean la vida de Jesús. La parroquia resguarda además la imagen de San Pancracio.
Otro lugar que vale la pena visitar es su plaza central, la cual ha sido remodelada recientemente
Otro lugar que merece ser visitado es el Molino Santa Rosa, inaugurado en 1928, que aún sigue funcionando como una cooperativa sólida. Este se encuentra ubicado frente a la vieja estación del ferrocarril en uno de los márgenes de la ciudad.